# Richard Plepler
Richard Plepler, né en 1960, est un ancien dirigeant de HBO, une chaîne de télévision payante américaine filiale de WarnerMedia d'AT&T. Il a rejoint Apple en 2020. 

## Biographie
Richard Plepler est né à Manchester, dans le Connecticut, en 1960,. Il est l'aîné de deux frères élevés à Manchester et le fils d’un avocat. Ses parents sont actifs dans la politique démocrate,.
Il est diplômé du Franklin & Marshall College, à Lancaster, en Pennsylvanie. Puis il s’installe  à Washington en 1981 et a travaillé pour le sénateur du Connecticut Christopher Dodd.
En 1984, il quitte Washington pour  New York, où il ouvre une entreprise de relations publiques et produit une série d'entrevues pour le magazine The Atlantic ainsi qu'un documentaire sur le conflit israélo-palestinien. En 2007, il est nommé coprésident de la chaîne de télévision payante américaine HBO, au moment où HBO s’apprête à produire des émissions telles que Game of Thrones, True Blood, Boardwalk Empire et The Newsroom. Il est nommé président directeur général de HBO en 2013.
Le 28 février 2019, il est annoncé qu’il quitte HBO, dont il a été pendant des années un des dirigeants emblématiques, accompagnant la production de séries télévisées remarquées,. Le 2 janvier 2010, la société Apple annonce son recrutement, dans le cadre du lancement de son service de streaming vidéo en SVOD, Apple TV+, visant à concurrencer Netflix, Amazon Prime Video, Disney+, ou encore HBO Max (service de SVOD de HBO prévu en 2010).